# Медведевская (Онежский район)
Медведевская — деревня в Онежском районе Архангельской области России. Входит в состав Порожского сельского поселения.

## География
Деревня располагается на левом берегу реки Онега. Ниже по течению Онеги, за притоком Лебяжий, находится деревня Наумовская. На правом берегу Онеги, за порогом Нижняя Грива, находится деревня Амосовская. К юго-востоку от деревни находится станция Грибаниха Северной железной дороги.

## Население
| 2002 | 2010 | 2012 |
| ---- | ---- | ---- |
| 12   | ↗18  | ↘8   |

### Карты
- Топографическая карта P37_3. Онега
- Топографическая карта Р-37-03_04. Онега.
- Медведевская на Wikimapia
- Медведевская. Публичная кадастровая карта Архивная копия от 5 марта 2016 на Wayback Machine